# Luís Gustavo Ledes
Luís Gustavo Ledes Evangelista dos Santos, noto semplicemente come Luís Gustavo (Braga, 28 settembre 1992), è un calciatore portoghese, centrocampista dell'AEK Larnaca.

## Carriera

### Club
Viene acquistato dal Barcellona a 14 anni, venendo promosso nel 2011 nella squadra B.
Ha fatto il suo debutto ufficiale il 29 ottobre 2011 nella partita vinta per 1-0 contro il Gimnàstic de Tarragona, gara valida per la Segunda División 2011-2012.
La sua prima rete arriva all'ultima giornata, il 3 giugno 2012, contribuendo alla vittoria per 6-0 contro lo Xerez.
Scaduto il contratto con i blaugrana, l'11 luglio 2013 fa ritorno in Portogallo venendo ingaggiato a parametro zero dal Rio Ave, con un contratto quinquennale.
Il 22 dicembre 2015 si accorda col Celta Vigo per trasferirsi al club spagnolo a partire dal 1º gennaio seguente.

### Nazionale
Ha giocato nelle nazionali giovanili portoghesi Under-16, Under-17, Under-18, Under-19, Under-20 ed Under-21.

## Statistiche

### Presenze e reti nei club
Statistiche aggiornate al 13 novembre 2022.
| Stagione            | Squadra             | Campionato          | Campionato | Campionato | Coppe nazionali | Coppe nazionali | Coppe nazionali | Coppe continentali | Coppe continentali | Coppe continentali | Altre coppe | Altre coppe | Altre coppe | Totale | Totale |
| Stagione            | Squadra             | Comp                | Pres       | Reti       | Comp            | Pres            | Reti            | Comp               | Pres               | Reti               | Comp        | Pres        | Reti        | Pres   | Reti   |
| ------------------- | ------------------- | ------------------- | ---------- | ---------- | --------------- | --------------- | --------------- | ------------------ | ------------------ | ------------------ | ----------- | ----------- | ----------- | ------ | ------ |
| 2011-2012           | Barcellona B        | SD                  | 8          | 1          | -               | -               | -               | -                  | -                  | -                  | -           | -           | -           | 8      | 1      |
| 2012-2013           | Barcellona B        | SD                  | 24         | 0          | -               | -               | -               | -                  | -                  | -                  | -           | -           | -           | 24     | 0      |
| Totale Barcellona B | Totale Barcellona B | Totale Barcellona B | 32         | 1          |                 | -               | -               |                    | -                  | -                  |             | -           | -           | 32     | 1      |
| 2013-2014           | Rio Ave             | PL                  | 12         | 1          | CP+CdL          | 2+3             | 0               | -                  | -                  | -                  | -           | -           | -           | 17     | 1      |
| 2014-2015           | Rio Ave             | PL                  | 10         | 0          | CP+CdL          | 2+6             | 0               | UEL                | 2                  | 0                  | SP          | 0           | 0           | 20     | 0      |
| Totale Rio Ave      | Totale Rio Ave      | Totale Rio Ave      | 22         | 1          |                 | 13              | 0               |                    | 2                  | 0                  |             | 0           | 0           | 37     | 1      |
| 2015-2016           | Celta Vigo B        | SDB                 | 17         | 2          | -               | -               | -               | -                  | -                  | -                  | -           | -           | -           | 17     | 2      |
| 2016-2017           | Celta Vigo B        | SDB                 | 36+2       | 1          | -               | -               | -               | -                  | -                  | -                  | -           | -           | -           | 38     | 1      |
| Totale Celta Vigo B | Totale Celta Vigo B | Totale Celta Vigo B | 53+2       | 3          |                 | -               | -               |                    | -                  | -                  |             | -           | -           | 55     | 3      |
| 2017-2018           | Reus                | SD                  | 38         | 6          | CR              | 0               | 0               | -                  | -                  | -                  | -           | -           | -           | 38     | 6      |
| 2018-gen. 2019      | Reus                | SD                  | 19         | 2          | CR              | 1               | 0               | -                  | -                  | -                  | -           | -           | -           | 20     | 2      |
| Totale Reus         | Totale Reus         | Totale Reus         | 57         | 8          |                 | 1               | 0               |                    | -                  | -                  |             | -           | -           | 58     | 8      |
| gen.-giu. 2019      | Numancia            | SD                  | 17         | 0          | CR              | -               | -               | -                  | -                  | -                  | -           | -           | -           | 17     | 0      |
| 2019-2020           | Numancia            | SD                  | 33         | 0          | CR              | 1               | 0               | -                  | -                  | -                  | -           | -           | -           | 34     | 0      |
| Totale Numancia     | Totale Numancia     | Totale Numancia     | 50         | 0          |                 | 1               | 0               |                    | -                  | -                  |             | -           | -           | 51     | 0      |
| 2020-2021           | Castellón           | SD                  | 28         | 1          | CR              | 2               | 0               | -                  | -                  | -                  | -           | -           | -           | 30     | 1      |
| 2021-2022           | AEK Larnaca         | A                   | 20+10      | 0+2        | CC              | 3               | 0               | -                  | -                  | -                  | -           | -           | -           | 33     | 2      |
| 2022-2023           | AEK Larnaca         | A                   | 11         | 0          | CC              | 0               | 0               | UCL+UEL            | 2+10               | 0                  | -           | -           | -           | 23     | 0      |
| Totale AEK Larnaca  | Totale AEK Larnaca  | Totale AEK Larnaca  | 31+10      | 0+2        |                 | 3               | 0               |                    | 12                 | 0                  |             | -           | -           | 56     | 2      |
| Totale carriera     | Totale carriera     | Totale carriera     | 285        | 16         |                 | 20              | 0               |                    | 14                 | 0                  |             | 0           | 0           | 319    | 16     |

## Palmarès
- Coppa di Cipro: 1

AEK Larnaca: 2024-2025